# Wiesław Kamiński
Wiesław Andrzej Kamiński (ur. 3 lutego 1949 we Włodawie) – polski fizyk i polityk, profesor nauk fizycznych, były rektor UMCS w Lublinie.

## Życiorys

### Wykształcenie i działalność naukowa
W 1967 zdał maturę w I Liceum Ogólnokształcącym we Włodawie. W 1972 ukończył studia z zakresu fizyki na Uniwersytecie Marii Curie-Skłodowskiej w Lublinie. Na tej samej uczelni uzyskiwał stopnie doktora (1977, na podstawie pracy Nowy schemat klasyfikacyjny stanów jądrowych i jego zastosowania) i doktora habilitowanego (1992, w oparciu o rozprawę Reakcje wymiany ładunku z niskoenergetycznymi pionami). W 1996 otrzymał tytuł profesora nauk fizycznych.
Od początku pracy zawodowej związany z UMCS, na którym doszedł do stanowiska profesora zwyczajnego. Objął w 1993 funkcję kierownika Zakładu Fizyki Systemów Złożonych. W latach 2005–2008 był rektorem Uniwersytetu Marii Curie-Skłodowskiej. W pracy naukowej zajmuje się w szczególności fizyką jądrową i pośrednich energii, zagadnieniami obliczeniowymi sztucznej inteligencji, badaniami nad sieciami neuronowymi.
Wykładał na uczelniach zagranicznych m.in. w Niemczech, Francji, Włoszech, Grecji i Finlandii. Był także kierownikiem Katedry Informatyki i Inżynierii Wiedzy w Wyższej Szkole Zarządzania i Administracji w Zamościu. Został członkiem Komitetu Historii Nauki i Techniki oraz Komitetu Fizyki Polskiej Akademii Nauk. Członek krajowych i zagranicznych towarzystw naukowych, m.in. Polskiego Towarzystwa Fizycznego, którego w latach 2010–2013 był prezesem.

### Działalność społeczno-polityczna
W 1980 organizował struktury uczelnianej „Solidarności”, był przewodniczącym delegacji zarządu Regionu Środkowo-Wschodniego związku na I Krajowy Zjazd Delegatów w Gdańsku. Po wprowadzeniu stanu wojennego internowano go na okres czterech i pół miesiąca. Na początku lat 90. zaangażowany w działalność Kongresu Liberalno-Demokratycznego, był przewodniczącym tej partii w województwie lubelskim. W wyborach w 2007 z listy Platformy Obywatelskiej bez powodzenia ubiegał się o mandat senatora.

## Odznaczenia
- Brązowy Krzyż Zasługi (1976)
- Złoty Krzyż Zasługi (1996)[3]
- Krzyż Kawalerski Orderu Odrodzenia Polski (2001)[4]